# 인추칼른스시

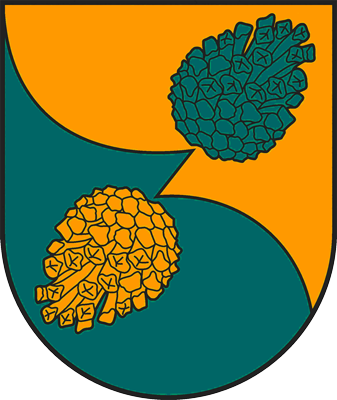
시 문장

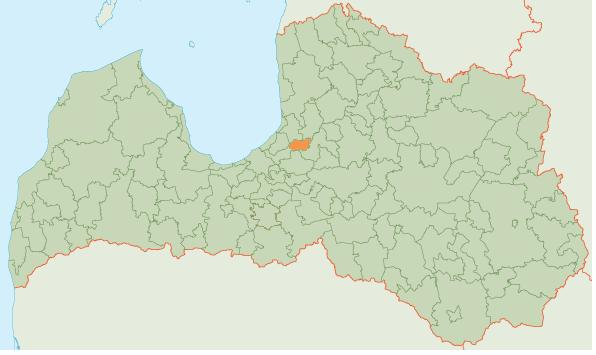
인추칼른스 시의 위치

인추칼른스시(라트비아어: Inčukalna novads)는 라트비아의 지방 자치체로 행정 중심지는 인추칼른스이며 면적은 112.2km2, 인구는 8,504명(2009년 기준), 인구 밀도는 76명/km2이다. 1개 도시, 1개 교구를 관할한다.